# (3517) Татьяничева
(3517) Татьяничева (лат. Tatianicheva) — типичный астероид главного пояса, открыт 24 сентября 1976 года советским астрономом Николаем Черных в Крымской астрофизической обсерватории и 12 сентября 1992 года назван в честь поэтессы и прозаика Людмилы Татьяничевой.

## Обнаружение и именование
(3517) Татьяничева
Открыт 24 сентября 1976 года в Научном Н. С. Черных.
Назван в память о лирической поэтессе Людмиле Константиновне Татьяничевой (1915—1980).
Оригинальный текст (англ.)3517 Tatianicheva
Discovered 1976-09-24 by Chernykh, N. at Nauchnyj.
Named in memory of the lyric poetess Lyudmila Konstantinovna Tatianicheva (1915—1980).
Источники: DISCOVERY.DB; M.P.C. 20835.

## Орбита

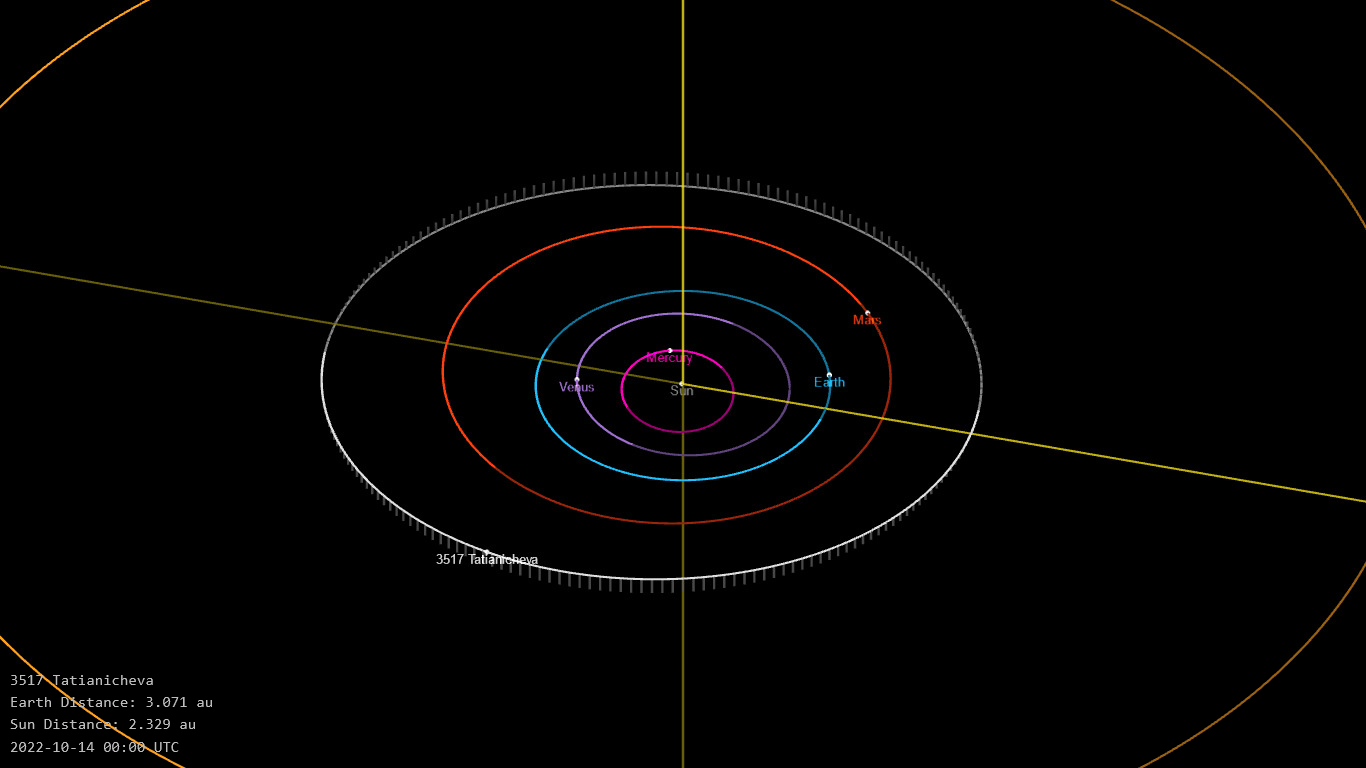
Орбита астероида Татьяничева и его положение в Солнечной системе

## Физические характеристики
Астероид относится к таксономическому классу S.
По результатам наблюдений системы телескопов панорамного обзора и быстрого реагирования Pan-STARRS, наблюдений системы последнего оповещения о столкновении астероида с Землей Asteroid Terrestrial-impact Last Alert System и наблюдений космического телескопа оптического диапазона Gaia абсолютная звёздная величина астероида сначала оценивалась равной 14,11±0,35m, позже — 14,22±0,161m и 13,74±0,133m, 13,58±0,52m.